# Донна Ноубл
Донна Ноубл (англ. Donna Noble) — вигадана персонажка британського телесеріалу «Доктор Хто», втілена англійською акторкою Кетрін Тейт.
Донна Ноубл уперше з'явилася на останніх хвилинах серії «Судний день», що завершує другий сезон (2006). Наступна поява Донни Ноубл — різдвяний спецвипуск 2006 року «Наречена, яка втекла». У четвертому сезоні (2008) Донна стає постійною супутницею Десятого Доктора.
Загалом Донна Ноубл з'являється у 15-ти серіях телесеріалу «Доктор Хто».
Отримавши спочатку багато невтішних відгуків з боку критики, персонажка незабаром стала сприйматися як одна з найкращих кандидатур на роль постійної супутниці Доктора.

## Історія персонажки

### Знайомство з Доктором
Секретарка Донна Ноубл з Чизіку знайомиться з Доктором за незвичайних обставин. Після драматичного прощання з Роуз Тайлер Доктор, на свій величезний подив, бачить у ТАРДІС жінку у весільній сукні. Сама «наречена» здивована не менше від Доктора.
У різдвяному випуску «Наречена, яка втекла» з'ясовується, що неочікувану гостю Доктора звуть Донна Ноубл. Вона працює тимчасовою секретаркою у фірмі «Ейч Сі Клементс». У святвечір, а разом з тим і день довгоочікуваного весілля, Донна невідомим чином переноситься у ТАРДІС прямо з церкви, де вона мала побратися зі своїм колегою Лансом Беннетом.
Доктор дізнається, що Донну притягнули до ТАРДІС частинки ксенону, давньої енергії, створеної Володарями Часу. Ксенон було відновлено фірмою «Ейч Сі Клементс», яка, як з'ясовує Доктор, працювала на Інститут Торчвуд, а наречений Донни підмішував частинки до її кави. Як виявилося, Ланс служить павукоподібній представниці древньої раси Ра́кносс, яка загинула, як вважав Доктор, іще в Темні Часи. Донна допомагає Докторові вижити після сутички з Імператрицею Ракносс, але відмовляється подорожувати з ним.

### Супутниця Доктора
Донна Ноубл і Доктор знову зустрічаються у першій серії четвертого сезону. Вони розслідують діяльність «Адипоуз Індастріз» — компанії, що створила революційний засіб для схуднення. Донна та Доктор рятують від смерті тисячі лондонців, викривши голову «Адипоуз Індастріз», міс Фостер, яка планувала використовувати землян для вирощування інопланетних істот адипо́уз. У кінці серії Донна, цього разу з радістю, приймає пропозицію Доктора скласти йому компанію в мандрах.
В подальших серіях Донна Ноубл і Доктор потрапляють до Римської імперії, звільняють від рабства інопланетну расу удів, захищають Землю від армії сонтара́нців і припиняють ворожнечу людей і ха́тів. У серії «Єдиноріг і оса» Донна з Доктором вирушають до Англії 1926 року, де знайомляться з Агатою Крісті та розкривають серію таємничих убивств. У серії «Тиша в бібліотеці» Донна випадково опиняється у віртуальному світі, яким управляє дівчинка — хранителька бібліотеки. В тій же серії Донна знайомиться з майбутньою супутницею Доктора — професоркою Рівер Сонг.
Виконавчий продюсер серіалу Рассел Т. Девіс так описує роль Донни в житті Доктора:
|  | Донна личить Докторові більше за будь-кого з його попередніх помічників. Вона старша і вона не закохана у нього — у цьому також є відмінність від попередніх супутниць. Доктор у виконанні Девіда Теннанта такий блискучий і зірковий, що йому потрібен той, хто зможе йому перечити та повертати назад на землю. У другій серії «Вогні Помпеї» Донна, використовуючи силу волі, змінює майбутнє героїв. Я не вважаю, що будь-який інший супутник міг би витягнути цю сцену. Оригінальний текст (англ.) Donna is much more the Doctor's equal than any of the previous assistants. She is older and she is not in love with him, and that also makes a difference. David's Doctor is now so glittering and stellar that he needs bringing down to earth by someone question him. In episode two, Donna changes the future of characters by her strength of will. I don't think any other assistant could have pulled off that scene. |

### Паралельний світ
У серії «Поверни ліворуч» провісниця з планети Шан Шен за допомогою Часового жука відправляє Донну в день, що зумовив її зустріч з Доктором. Того дня перед Донною стояла дилема — повернути ліворуч, аби розпочати працювати в «Ейч Сі Клементс», або повернути праворуч і влаштуватися до місцевої копіювальної фірми. Під впливом Часового жука вона обирає роботу в копіювальній компанії Дживала Чаудрі.
Це рішення породжує паралельний всесвіт, де Доктор, не зустрівши Донну, гине у битві з Імператрицею Ракносс. Смерть Доктора призводить до катастрофічних наслідків: Марта Джонс і Сара Джейн Сміт гинуть під час подій серії «Сміт і Джонс», Лондон руйнується через випадок з Титаніком, а через адипоуз помирають мільйони людей.
Згодом життя Донни починає руйнуватися — Чаудрі її звільняє, а після руйнування Лондону Донну та її родину, що мешкала в розкоші завдяки лотерейному квитку, переселяють до Лідсу як біженців.
Донна зустрічає Роуз Тайлер, яка повідомляє, що Донні було визначено зовсім інше життя — влаштувавшись до «Ейч Сі Клементс», вона мала б познайомитися з Доктором і врятувати його від загибелі. Донна вирішує повернутися у червень 2007 року, щоб завадити самій собі в минулому повернути праворуч і влаштуватися до Чаудрі.
Повернувшись у минуле, Донна розуміє, що не встигне вчасно до призначеного місця, і кидається під вантажівку. Поки Донна з майбутнього помирає, Роуз щось шепоче їй на вухо. Через аварію утворюється затор, і, завдяки цьому Донна з минулого повертає ліворуч, тим самим, обравши свій визначений шлях.
Коли правильний хід подій відновлюється, Донна передає Докторові слова Роуз — «Злий вовк», які передвіщають кінець Всесвіту.

### Доктор-Донна
В серії «Кінець подорожі» Доктор регенерує, скеровуючи частину енергії у свою відрубану руку. Коли Донна торкається руки, їх генетичний матеріал об'єднується і створює ще одного Доктора — напів Володаря Часу, напів людину. Донна також стає напів Доктором, отримавши розум Володаря Часу.
Вона використовує свої нові здібності, щоб урятувати Всесвіт від знищення далеками. Проте в Донни людський організм, і вона нездатна жити з таким розумом. Доктор стирає пам'ять Донни і повертає її родині, заборонивши їм нагадувати Донні про її мандри, інакше це її вб'є.
У серії Кінець часу Майстер перетворив усе людство на свої копії, крім Вілфреда, котрий був захищений у радіаційній камері, та Донни, в якій знаходилася ДНК Володаря Часу. Коли Майстер спробував убити її, Донна почала згадувати свої мандри, але Доктор залишив захисний механізм, який захистив її від копій Майстра і також знову стер її пам'ять.
Сутність Донни-Доктора стала відома задовго до подій того часу. Коли Доктор і Донна відвідали планету удів і допомогли їм, пісня удів починалася про Донну-Доктора та про самого Доктора, голос про який сягне всіх куточків інших світів.

### Родина та особисте життя
О ШЛ.юБатьки Донни — Джеффрі «Джеф» Ноубл (помер) і Сильвія Ноубл (до шлюбу Мотт). Також у Донни є дід по материнській лінії — Вілфред Мотт, якого Донна кличе «дідусем» (англ. Gramps). Його відсутність на весіллі Донни пояснюється у серіалі тим, що він у той час хворів на іспанський грип.
Донна Ноубл була заручена зі своїм колегою Лансом Беннетом, у якого закохалася першого дня роботи в «Ейч Сі Клементс». Донна одразу стала рішуче добиватися його руки, і навіть сама зробила йому пропозицію. Через події серії «Наречена, яка втекла» Донна не встигла одружитися з ним, а пізніше Ланс загинув від рук своєї хазяйки — Імператриці Ракносс.
У віртуальному світі бібліотеки Донна познайомилася з заїкою Лі МакЕвоєм, з яким пізніше одружилася. У Донни та Лі було двоє дітей — син Джош і дочка Елла. Пізніше виявилося, що діти Донни — несправжні, як і сам світ бібліотеки. Донна вважала, що її чоловік також був згенерований комп'ютером, хоча Лі МакЕвой існував насправді. Їм не вдалося зустрітися в реальності, а Джош і Елла залишилися жити з Рівер Сонг у світі бібліотеки.
У серії Кінець часу Вілфред розповідає Докторові, що Донна познайомилася з молодиком на ім'я Шон Темпл і збирається одружитися з ним. Наприкінці Доктор прибуває на весілля Донни і дарує їй подарунок — виграшний лотерейний квиток.

### Кар'єра
Донна працювала тимчасовою секретаркою в кількох місцях, у тому числі в «Ейч Сі Клементс». За словами Донни в серії «Кінець подорожі», вона — найкраща секретарка в Чизіку, оскільки друкує зі швидкістю 100 слів на хвилину. Донна також кілька днів пропрацювала у Департаменті безпеки й охорони праці тільки для того, щоб отримати їх перепустку.
Також Донна півроку працювала у Бібліотеці Хаунслоу, де за кілька днів вивчила десяткову систему класифікації Дьюї.

## Відгуки та критика
Донна Ноубл, уперше з'явившись у серії «Наречена, яка втекла», отримала багато негативних відгуків. Рассела Т. Девіса неодноразово звинувачували в тому, що Донна була надто імпульсивною та надто часто кричала. Наприклад, Ед Хеген з Guardian Unlimited писав, що у «Нареченій, яка втекла» Донна постає «надто дратівливою та впертою». Власне серію було названо пресою «посередньою» та «найгіршим різдвяним випуском».
Заява BBC про те, що Донна стане постійною супутницею Доктора, породило нову хвилю публікацій і обговорень. Журналіст Марк Вілсон назвав рішення про повернення Донни «незбагненним», тому що, на його думку, Донна «занадто набридлива для того, щоб стати постійною супутницею». Вілсон також згадав інтерв'ю Рассела Т. Девіса журналу Doctor Who Magazine, де останній заявляв, що Донна Ноубл не стане постійною персонажкою, оскільки в такій ролі «вона діяла б на нерви».
Після виходу серії «Спільники» Донна Ноубл стала отримувати позитивніші відгуки критики. Дейв Бредлі в огляді серії «Спільники» для журналу SFX написав: «Приємний сюрприз — Тейт чудова». Скотт Метьюмен з The Stage писав: «…у Девіда Теннанта, нарешті, така партнерка, яка однаково добре пасує як її персонажці, так і самій акторці». Мартін Андерсон, редактор Den of Geek, писав, що Донна Ноубл виступає як «совість Доктора» і помітно вирізняється на тлі всіх інших супутників Доктора, оскільки «її не треба рятувати, і вона не задає питання на кшталт „Що це, Докторе?“». Критики також дали позитивні оцінки тому, що у стосунках Доктора та Донни була відсутня любовна лінія.
Проте і цього разу не обійшлося без негативних відгуків. Ієн Гайланд з News of the World критикував персонажку Кетрін Тейт: «Погана новина в тому, що вона все ще кричить. Можливо, не так голосно, як під час дебюту в „Докторі Хто“». Сем Воластон з «The Guardian» характеризував Донну Ноубл як «надто істеричну, надто комічну та недостатньо круту».

### Нагороди
- 2008: TV Quick Award — «Найкраща акторка драматичного серіалу»[28]
- 2008: SFX reader awards — «Найкраща телевізійна акторка»[29]

### Номінації
- 2008: National Television Awards — «Найкраще виконання драматичної ролі»[30]

## Додаткові факти
- Кетрін Тейт[ru] була першою запрошеною зіркою, чиє ім'я вказали у початкових титрах серіалу.
- За словами сценариста телесеріалу Джеймса Морана, до повернення Донни Ноубл у четвертому сезоні, черговим супутником Десятого Доктора могла стати цілком нова персонажка — дівчина Пенні[31].
- Донна Ноубл — не перша супутниця Доктора, чию пам'ять було стерто. Спогади також були стерті у Джеймі та Зої, супутників Другого Доктора.
- У січні 2009 року відомий британський комік Джастін Лі Коллінз[en] спародіював Донну Ноубл у скетчі з Кетрін Тейт[ru] на шоу «Sunday Night Project».

## Появи у «Докторі Хто»

### Серії
Список усіх серій, у яких з'являється Донна Ноубл:
| Номер | #  | Серія       | Оригінальна назва | Сценарист       | Режисер     | Дата виходу  | Код  |
| ----- | -- | ----------- | ----------------- | --------------- | ----------- | ------------ | ---- |
| 177b  | 13 | Судний день | Doomsday          | Рассел Т. Девіс | Грем Харпер | 8 липня 2006 | 2.13 |

| Номер | # | Серія                | Оригінальна назва | Сценарист       | Режисер   | Дата виходу    | Код |
| ----- | - | -------------------- | ----------------- | --------------- | --------- | -------------- | --- |
| 178   | 0 | Наречена, яка втекла | The Runaway Bride | Рассел Т. Девіс | Еврос Лін | 25 грудня 2006 | 3.Х |

| Номер | #     | Серія             | Оригінальна назва        | Сценарист       | Режисер(ка)      | Дата виходу                  | Код       |
| ----- | ----- | ----------------- | ------------------------ | --------------- | ---------------- | ---------------------------- | --------- |
| 189   | 1     | Спільники         | Partners in Crime        | Рассел Т. Девіс | Джеймс Стронг    | 5 квітня 2008                | 4.1       |
| 190   | 2     | Вогні Помпеї      | The Fires of Pompeii     | Джеймс Моран    | Колін Тіга       | 12 квітня 2008               | 4.3       |
| 191   | 3     | Планета удів      | Planet of the Ood        | Кейт Темпл      | Грем Харпер      | 19 квітня 2008               | 4.2       |
| 192a  | 4     | План сонтаранців  | The Sontaran Stratagem   | Хелен Рейнор    | Дуглас Маккіннон | 26 квітня 2008               | 4.4       |
| 192b  | 5     | Отруєне небо      | The Poison Sky           | Хелен Рейнор    | Дуглас Маккіннон | 3 травня 2008                | 4.5       |
| 193   | 6     | Донька Доктора    | The Doctor's Daughter    | Стівен Грінхорн | Еліс Тротон      | 10 травня 2008               | 4.6       |
| 194   | 7     | Єдиноріг і оса    | The Unicorn and the Wasp | Гарет Робертс   | Грем Харпер      | 17 травня 2008               | 4.7       |
| 195a  | 8     | Тиша в бібліотеці | Silence in the Library   | Стівен Моффат   | Еврос Лін        | 31 травня 2008               | 4.9       |
| 195b  | 9     | Ліс мертвих       | Forest of the Dead       | Стівен Моффат   | Еврос Лін        | 7 червня 2008                | 4.10      |
| 196   | 10    | Північ            | Midnight                 | Рассел Т. Девіс | Еліс Тротон      | 14 червня 2008               | 4.8       |
| 197   | 11    | Поверни ліворуч   | Turn Left                | Рассел Т. Девіс | Грем Харпер      | 21 червня 2008               | 4.11      |
| 198a  | 12    | Вкрадена Земля    | The Stolen Earth         | Рассел Т. Девіс | Грем Харпер      | 28 червня 2008               | 4.12      |
| 198b  | 13    | Кінець подорожі   | Journey's End            | Рассел Т. Девіс | Грем Харпер      | 5 червля 2008                | 4.13      |
| 202   | 17 18 | Кінець часу       | The End of Time          | Рассел Т. Девіс | Еврос Лін        | 26 грудня 2009 01 січня 2010 | 4.17 4.18 |

### Романи
| Назва              | Оригінальна назва | Автор             | Дата виходу    | Аудіоверсія      |
| ------------------ | ----------------- | ----------------- | -------------- | ---------------- |
| Привиди Індії      | Ghosts of India   | Марк Морріс       | вересень 2008  | Девід Тротон     |
| Пастка для Доктора | The Doctor Trap   | Саймон Мессінгхем | вересень 2008  | Рассел Тоуві     |
| Сяюча темрява      | Shining Darkness  | Марк Міхаловскі   | вересень 2008  | Деббі Чейзен     |
| Прекрасний хаос    | Beautiful Chaos   | Гаррі Рассел      | 26 грудня 2008 | Бернард Кріббінс |

### Аудіокниги
| Назва                  | Оригінальна назва     | Автор           | Дата виходу    | Читає         |
| ---------------------- | --------------------- | --------------- | -------------- | ------------- |
| Боротьба зі шкідниками | Pest Control          | Пітер Енгелідес | 8 травня 2008  | Девід Теннант |
| Вічна пастка           | The Forever Trap      | Ден Ебнетт      | 9 жовтня 2008  | Кетрін Тейт   |
| Вторгнення немонітів   | The Nemonite Invasion | Девід Роден     | 12 лютого 2009 | Кетрін Тейт   |

### Короткі оповідання
| Назва              | Оригінальна назва   | Автор       | Ілюстрації       |
| ------------------ | ------------------- | ----------- | ---------------- |
| Самотній комп'ютер | The Lonely Computer | Руперт Лейт | Брайан Вільямсон |